# إدغار غاردنر توبين
إدغار غاردنر توبين (بالإنجليزية: Edgar Tobin)‏ هو عسكري أمريكي، ولد في 7 سبتمبر 1896 في سان أنطونيو في الولايات المتحدة، وتوفي في 10 يناير 1954 في Wallace Lake ‏ في كندا.